# Ирвин, Эндрю Комин
Эндрю «Сэнди» Комин Ирвин (англ. Andrew "Sandy" Comyn Irvine; 8 апреля 1902, Беркенхед, Мерсисайд, Англия, Британская империя — 8 июня 1924, Джомолунгма) — альпинист, участник третьей Британской экспедиции на Эверест (1924). Пропал без вести 8 июня 1924 года во время восхождения на вершину вместе с Джорджем Мэллори, в 2024 году были найдены его останки.

## Ранние годы
Эндрю Ирвин родился 8 апреля 1902 года в городе Беркенхеде в Мерсисайде, (до 1974 года — графство Чешир), в семье Уильяма Фергюсона Ирвина (1869—1962) и Лилиан Дэвис-Колли (1870—1950). Приходился двоюродным братом известной писательнице и журналисту Лин Ирвин, а также одной из первых женщин-хирургов Англии Элеоноре Дэвис-Колли. Начальное образование получил в школах Беркенхеда и Шрусбери, с детства отличался живой инженерной хваткой и проявлял интерес к изобретательству. Во время Первой мировой войны даже направил в военное министерство собственные проекты синхронизатора стрельбы пулемёта через винт самолёта, а также гироскопического стабилизатора. С юных лет Ирвин занимался спортом, в особенности греблей. Исключительные способности гребца сделали его звездой 1919 года ежегодной Королевской регаты в Хенли, после чего он поступил в Колледж Мёртон Оксфордского университета, в котором учился на инженера. В Оксфорде Эндрю вступил в университетскую секцию альпинизма (трое членов которой стали участниками Британской экспедиции на Эверест 1953 года), а также входил в состав университетской сборной по гребле, в 1923 году ставшей победителем в престижных соревнованиях между Оксфордским и Кембриджским университетами Oxford and Cambridge Boat Race.

В 1923 году Эндрю Ирвин принял участие в экспедиции колледжа на Шпицберген, где хорошо себя зарекомендовал и впоследствии, по рекомендации руководителя этой экспедиции Ноэля Оделла, был приглашён в третью британскую экспедицию на Эверест, в которой охотно согласился принять участие.

## Экспедиция на Эверест
Джордж Мэллори — заместитель руководителя экспедиции на Эверест — самый опытный на тот момент участник экспедиции, не рассматривал Ирвина в качестве возможного участника восхождения на вершину. Для этого в составе экспедиции были такие опытные альпинисты, как Эдвард Феликс Нортон, Говард Сомервелл и Джеффри Брюс (англ. Geoffrey Bruce). Но ему был нужен специалист по кислородному оборудованию, испытания которого начались ещё в экспедиции 1922 года. Ещё дома до экспедиции Ирвин по чертежам кислородного оборудования занимался его усовершенствованием, а непосредственно в экспедиции доводил до ума на месте, за что получил прозвище «Mister Fix it».
Первая попытка восхождения на вершину была предпринята Мэллори и Брюсом 1 июня (без кислорода) — удалось достичь высоты 7700 метров. Вторая (также без кислорода) — 2 июня Нортоном и Сомервеллом, 4 июня была достигнута высота 8570 метров.
6 июня 1924 года Джордж Мэллори и Эндрю Ирвин (с кислородными баллонами) начали третью попытку восхождения на вершину Эвереста (Нортон, к тому времени являвшийся руководителем экспедиции, был обессилен от предыдущей попытки) и к концу следующего дня установили свой последний лагерь на высоте 8168 метров, намереваясь оттуда выйти на штурм вершины. В последний раз их сквозь разрыв в облаках наблюдал 8 июня в 12.50 поднимающимися в направлении вершины Ноэль Оделл из штурмового лагеря. 10 июня Оделл снова поднялся в штурмовой лагерь 8168 и обнаружил его в том же состоянии, что и двумя днями ранее. Поиски Меллори и Ирвина решением Нортона были признаны нецелесообразными и экспедиция была свернута.
Перед тем как отправиться в экспедицию, Эндрю Ирвин сказал: «Мы пойдем к вершине. Если мне суждено умереть, то нет лучшей смерти, чем в попытке покорить Эверест».

## По следам Меллори и Ирвина
В 1933 году Британской экспедицией на Эверест на северо-восточном гребне на высоте 8300 метров был найден ледоруб, в 1963 году идентифицированный как принадлежащий Ирвину. В 1991 году недалеко от Первой ступени был найден кислородный баллон, с которым Ирвин и Мэллори совершали восхождение. А 1 мая 1999 года на высоте 8155 метров, практически напротив места обнаружения ледоруба Ирвина, было обнаружено тело Джорджа Мэллори. Несмотря на множество артефактов, найденных на его теле, и частично проливающих свет на трагедию, установить доподлинно, были они или нет на вершине Джомолунгмы, пока что не удалось.
Некоторое время новый проект проведения поисковой экспедиции по поиску тела Эндрю Ирвина и артефактов восхождения 1924 года пытался организовать историк Эвереста Том Хользел (англ. Tom Holzel).
Останки Эндрю Ирвина были, предположительно, обнаружены в сентябре 2024 года фотографом и режиссёром Джимми Чином, возглавившим группу National Geographic, отправившейся в тот месяц к северному склону Эвереста. Там они обнаружили ботинок и носок с вышитой надписью «AC Irvine». Двоюродная племянница Ирвина Джули Саммерс, автор книги о своём предке-альпинисте, подозревает, что останки были смыты с горы лавинами и раздавлены движущимся ледником. Также сообщается, что члены семьи добровольно предоставили образцы ДНК для сравнения с найденными останками с целью подтверждения личности погибшего. 